# Hermanis Saltups
Hermanis Hugo Saltups (* 16. Mai 1901 in Riga, Russisches Kaiserreich; † 27. Januar 1968 ebenda) war ein lettischer Fußballnationalspieler und Mediziner.
Saltups einzige bekannte Vereinsstation war der Jaunekļu Kristīgā Savienība Rīga (JKS Riga). Sein einziges Länderspiel für Lettland absolvierte er am 24. September 1922 in einem Freundschaftsspiel gegen die Auswahl Estlands.  Einige Wochen nach seinem ersten Länderspiel verließ Saltups den Fußball und ging nach Deutschland, um Medizin an der Martin-Luther-Universität Halle-Wittenberg zu studieren. Später wurde Saltups als Arzt bekannt.

## Tätigkeit als Psychiater
In den 1930er Jahren wurden die ersten Behandlungen der Schizophrenie mittels der Insulinschocktherapie im Jahr 1933 von Manfred Sakel, Wien entwickelt. Im Jahr 1936 ging Hermanis Saltups vom Rigaer Sarkankalns-Krankenhaus, der Psychiatrischen Klinik der Universität Lettlands, an die Neuropsychiatrische Universitätsklinik Wien, um sich mit der Behandlung mittels Insulinschocktherapie vertraut zu machen. Ende 1936 wurde im Rigaer Sarkankalns-Krankenhaus mit dieser Behandlung begonnen. Dort hatte ihn der Klinikdirektor Hermanis Buldus damit beauftragt, Patienten, die als schizophren diagnostiziert worden waren, mit dieser neuartigen Therapie zu behandeln. Zu Beginn der Insulinschocktherapie waren die Hauptkomplikation Todesfälle, wenn die Patienten trotz Verabreichung von Glucose nicht wiederbelebt werden konnten. Mindestens zwei Patienten starben während der Behandlung. Jedoch besserte sich im Krankenhaus von Sarkankalns nach einer versehentlich 47-stündigen Insulinschocktherapie die psychische Gesundheit eines Patienten dramatisch und die psychotischen Symptome verschwanden. Diese Ergebnisse ermutigten den Psychiater Verners Kraulis, ein lang andauerndes Koma zu therapeutischen Zwecken zu verwenden. Er entwickelte eine Methode, mit der das Koma um 12 Stunden und mehr verlängert werden konnte. Die modifizierte Behandlung wurde bei der Behandlung von Schizophrenen angewendet, denen die klassische Schockbehandlung nicht geholfen hatte und die als unbehandelbar galten.